# Bowman Peak
Der Bowman Peak ist ein Berg im westantarktischen Marie-Byrd-Land. Er ragt in den Alexandra Mountains auf der Südseite des Butler-Gletschers auf.
Entdeckt wurde er im Jahr 1929 bei der ersten Antarktisexpedition (1928–1930) des US-amerikanischen Polarforschers Richard Evelyn Byrd. Dieser benannte ihn nach dem kanadisch-US-amerikanischen Hotelier John McEntee Bowman (1875–1931), der das Hauptquartier für die Vorbereitung der Forschungsreise zur Verfügung stellte.